# Дело «пёстрых» (повесть)
«Дело „пёстрых“» — повесть Аркадия Адамова в жанре детектива, первая из цикла произведений об оперработнике МУРа Сергее Коршунове. Была написана в 1952—1956 годах и впервые опубликована в журнале «Юность». Принято считать, что именно эта повесть стала первой в возрождении детективной литературы СССР во второй половине XX века. Экранизирована в 1958 году.

## История создания
В начале 1950-х годов главными героями литературы оставались воины-победители. Художественные образы работников внутренних дел не были популярны (что, в том числе, явилось следствием ставших известными фактов их причастности к политическим репрессиям). Аркадий Адамов, отдавший дань увлечению отца — фантастике, задумал повесть о милиции. Писатель погрузился в профессиональную среду, познакомился с работниками Министерства внутренних дел, настоял на необходимости рассказывать о буднях милиции, создавать ей новый положительный образ. Он выезжал с бригадами МУРа на оперативные задания, принимал участие в засадах. После завершения повести возникли проблемы с поиском издательства. Адамову несколько раз отказывали: тема слишком незначительна — обокраденные обыватели. Возможный успех у читателя разглядел Валентин Катаев, главный редактор «Юности». В этом журнале в 1956 году и состоялся дебют Адамова, как основателя жанра нового советского детектива. В первоначальной версии повести (это отражено в кинофильме) присутствовал «шпионский» сюжет, в котором интересы криминальных элементов переплетались с действиями иностранного разведчика. В последующих изданиях эта линия была автором удалена.
Смысл названия повести раскрывается словами одного из героев, «патриарха МУРа» полковника Сандлера: «Итак, товарищи, продолжаем заниматься делом Папаши и других. Оно становится все сложнее. Народ здесь замешан разный, пёстрый. Так, кстати, и зашифруем — дело «пёстрых».
Примечательно, что слово «пёстрый» встречается в тексте более 20 раз: упоминаются «пестрая и шумная толпа встречающих» на вокзале, «пёстрый галстук», «девушка в скромном синем платье и с пестрой косынкой на плечах», «аляповатые, ...очень пёстрые наряды», «пёстрый бант на шее» и т. д.

## Сюжет
После Победы и службы в послевоенной Германии в Москву возвращается лейтенант-разведчик Сергей Коршунов. Его ждут и встречают родители и любимая девушка Лена. За годы разлуки её отношения с Сергеем стали менее тёплыми. Влияние на это оказала увлечённость девушки театральным, «полубогемным» образом жизни. Партия направляет бывшего разведчика на работу в МУР. Сергей безоговорочно принимает предложение, Лена с насмешкой высказывается против его выбора. Молодые люди ссорятся и расстаются.
Сергей с другим своим молодым коллегой Александром Лобановым принимает участие в расследовании убийства дочери и ограбления квартиры пожилого рабочего. Свидетели во дворе запомнили необычный автомобиль. По обрывочным данным о цифрах в номерном знаке установлен водитель — Зайчиков. В его показаниях впервые упоминается некий «Папаша», а также называется убийца — ранее судимый Горелов. Он арестован и полностью изобличён.
Следующее дело возбуждено по факту ограбления квартиры инженера Шубинского. Выявлена машина такси, увозившая краденое. Водитель — Чуркин, запуган, но, вспомнив своё боевое прошлое, показывает следователям дачу, на которую доставил преступников. Выехавшей туда оперативной группой задержан Сафрон Ложкин, у которого найдено ворованное. Рецидивист показаний не даёт, но хозяйка дачи вспоминает о визите Папаши и о кафе «Ласточка», в котором тот бывает. Также она с сожалением упоминает о неком школьнике, старосте драмкружка одной из московских школ, которого явно втягивают в преступление.
Принято решение арестовать организатора нескольких преступлений — Папашу. В кафе установлено постоянное наблюдение. В одно из дежурств Сергея Коршунова он выходит на след и арестовывает опасного преступника Тита, но «засвечивает» факт наблюдения милицией за кафе. След Папаши теряется. Выйти на него теперь возможно только через школьника. То исключением, то методом сплошного обхода, лейтенант устанавливает школу, в которой учится разыскиваемый — Игорь Пересветов. Под видом инструктора райкома комсомола Коршунов приходит в школу, где узнаёт, что помогает в организации кружка его любимая девушка Лена. При обсуждении готовящегося спектакля молодые люди узнают друг друга с новой стороны. Они опять вместе.
Школьник быстро признаётся в мелком пособничестве преступникам и указывает адрес скупщика краденого Купцевича. Чтобы наверное выявить все его преступные связи, в квартиру спекулянта поселяется Сергей Коршунов под видом двоюродного брата соседки, приехавшего из Иркутска в отпуск. Спустя короткое время лейтенант узнаёт, что в ближайший день квартиру посетит Папаша. Но тот идёт к Купцевичу не один, к нему присоединяется сбежавший из под конвоя Ложкин. Опасаясь, что последний узнает в вымышленном «брате» арестовывавшего его оперативника, руководители операции её прекращают, но устраивают засаду. В ловушку попадают Сафрон и ещё два бандита. Осторожный Папаша снова ускользает.
Игорь Пересветов упоминал, что часто встречался с Папашей в цирке. Обычной проверкой в отделе кадров цирка установлен его работник, пожилой мужчина, который не появляется на работе со дня ареста Ложкина. По фотографии в личном деле зам. начальника МУРа Сандлер узнаёт в Папаше преступника, ранее известного под кличкой «Пан». Используя слабость старого бандита к редким медальонам, его удаётся выманить на встречу с продавцом антикварного магазина — осведомителем милиции. В тот же вечер Папашу арестовывают. (В изданиях повести 50-60-х гг. вместе с Папашей-Паном в руки советских органов правопорядка попадает западный шпион-нелегал Пит — в прошлом советский неблагополучный подросток, которого воровская стезя привела на путь перебежчика и предателя).
Дело «пёстрых» завершено. Сергей принимает решение поступить в юридический институт.

## Критика и отзывы
Евгений Рысс, известный комментатор книг А. Адамова: «В «Деле „пёстрых“» рассказывается о шайке преступников, совершавшей тяжёлые уголовные преступления, об упорной борьбе с ними работников розыска. Целая галерея людей проходит перед нами: от молодых ребят, впутавшихся в уголовщину по слабости характера, по боязливости, по тысяче, у каждого своих, особенных причин, в результате многих случайно сложившихся обстоятельств, до матёрых преступников, которые и не думают отказываться от преступлений.
В «Деле „пёстрых“» рассказывается о работниках уголовного розыска, только что пришедших в розыск, и о «стариках» с большим опытом и знанием своего трудного дела. Они ведут напряжённую борьбу против рецидивистов, напряжённую борьбу за споткнувшихся, за тех, кто случайно стал на путь преступлений, кого ещё можно вернуть к честной жизни. Борьбу эту работники угрозыска ведут коллективно, вооружённые всей современной техникой, вооружённые умом и доблестью».